# Біоенергетика
Біоенерге́тика — галузь енергетики, заснована на використанні біопалива, яке виробляють з біомаси.

## Біомаса

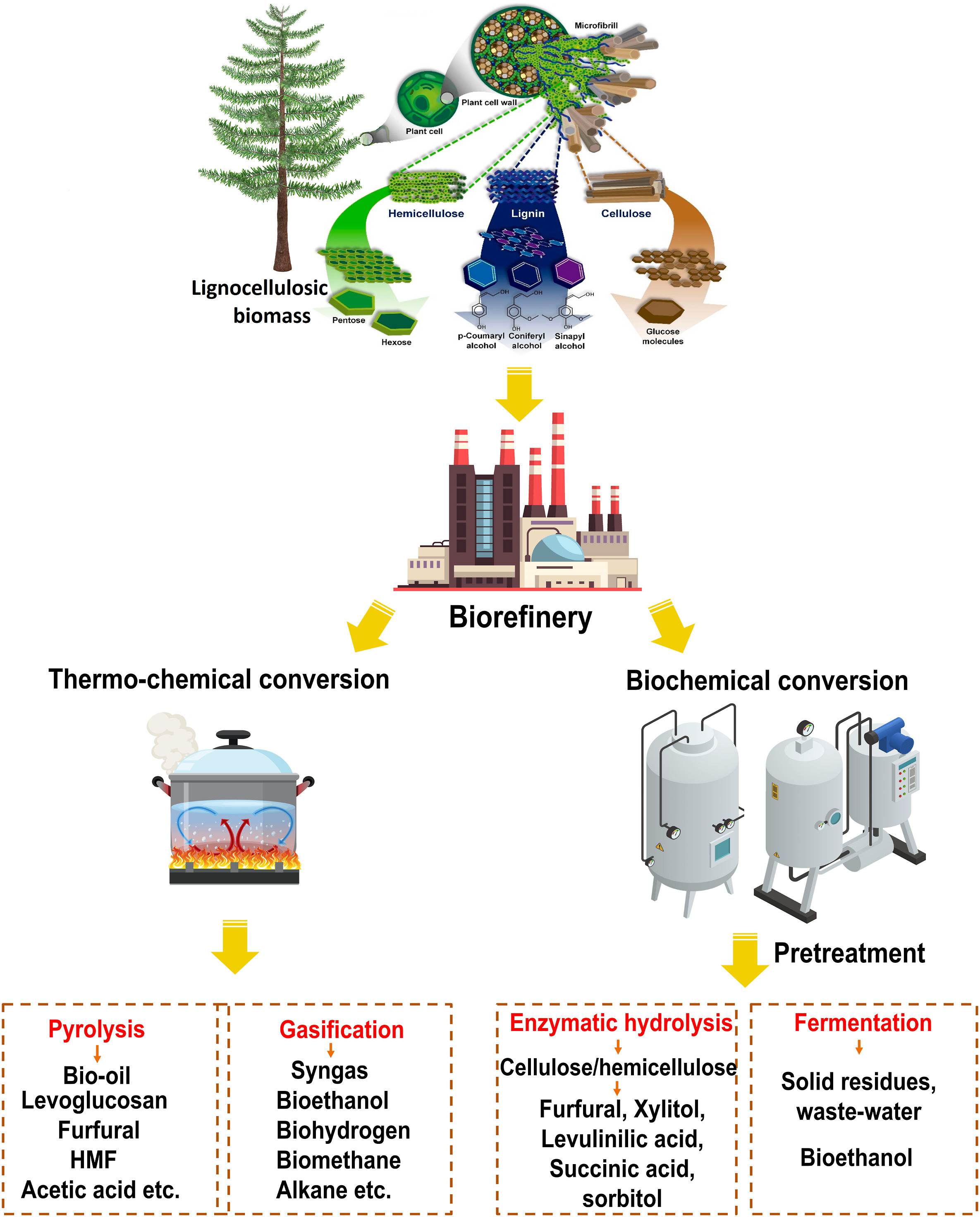
Підхід циркулярної біоекономіки для виробництва біопалива та інших цінних продуктів з лігноцелюлозної біомаси.

До біомаси відносять усю рослинну і вироблену тваринами субстанцію. При використанні біомаси в енергетичних цілях для виробництва тепла, електроенергії і палива. Розрізняють енергетичні культури (рослини) і органічні відходи.
Енергетичними рослинами вважаються:
- сорти дерев, що швидко ростуть і спеціальні однорічні рослини з високим вмістом сухої маси для використання як твердого палива;
- цукро- та крохмалевмісні польові культури для переробки в етанол, а так само маслянисті культури для виробництва біодизеля для застосування як рідкого палива;
- польові культури, придатні для силирування[невідомий термін] і використання у виробництві біогазу.

До органічних відходів відносяться відходи, що виникають в сільському, лісовому, домашньому господарстві і промисловості: відходи деревообробки, солома, трава, листя, гній, шлам, харчові відходи, органічні відходи домашнього господарства тощо.
До біогенного твердого палива відносяться усі не викопні види палива органічного походження, які до моменту їх використання знаходяться в твердому стані, як наприклад: деревина усіх видів і у будь-якій формі, солома, макуха, зерно, кукурудза, злаки, цукровий буряк, ріпак, рослинні олії, біологічні відходи, екскременти, водорості тощо.

## Виробництво біоенергії

Розподіл біомаси основних царств живих істот (2018)

Виробництво біоенергії охоплює різні методи та технології, які перетворюють біомасу в придатні для використання форми енергії, сприяючи стійким альтернативам звичайним викопним паливам.

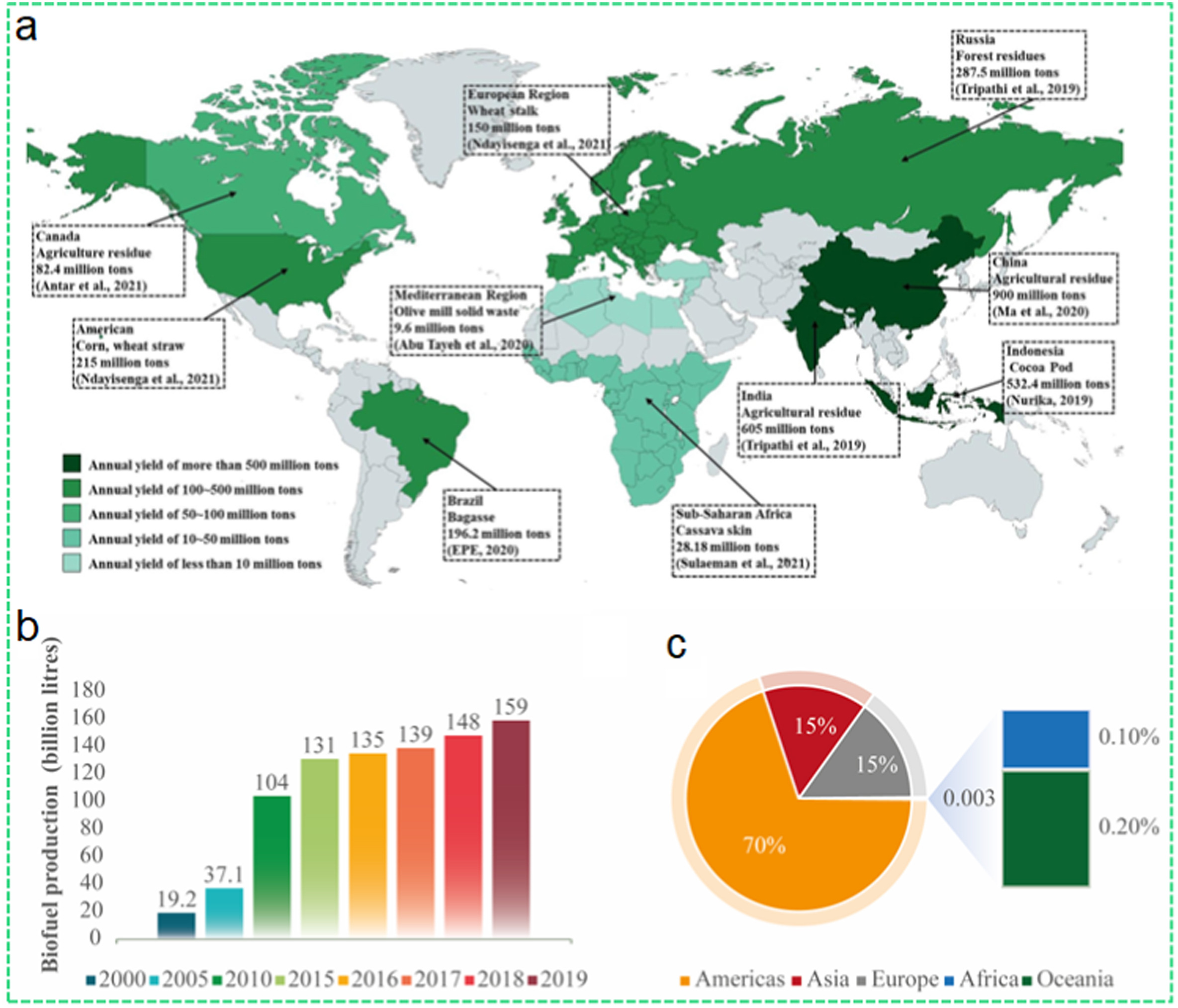
(a) Глобальне виробництво лігноцелюлозної біомаси (2022); b) Глобальне виробництво біопалива протягом років. (c) Світовий розподіл виробництва біопалива у 2019 році.

Існує дві основні категорії методів перетворення біомаси в біопаливо:
- термохімічне перетворення (газифікація, піроліз, карбонізація, гідротермальне зрідження та спалювання)
- біохімічне перетворення (анаеробне бродіння біомаси, ферментація біомаси та ферментація синтез-газу).

Поєднання технології термохімічного та біохімічного перетворення сприяє ефективнішому використанню ресурсів, наприклад: піроліз-анаеробне бродіння, гідротермальне зрідження-анаеробне бродіння, гідротермальна карбонізація-анаеробне бродіння, газифікація-ферментація синтез-газу, гідротермальне зрідження-ферментація.

### Біомаса як джерело
Біоенергія одержується переважно з біомаси, що складається з органічних матеріалів, таких як відходи сільського господарства, побічні продукти лісового господарства, спеціальні енергетичні культури та органічні відходи. Завдяки різноманітним біохімічним і термохімічним процесам цю біомасу можна перетворити на біопаливо та біопродукти, що сприяє енергетичній безпеці та екологічній стійкості.

### Біохімічне перетворення

#### Анаеробне зброджування
Анаеробне розкладання передбачає розщеплення органічних речовин мікроорганізмами за відсутності кисню. Цей процес дає біогаз, який переважно складається з (біо) метану та вуглекислого газу, придатний для виробництва електроенергії, опалення та транспортного палива.

#### Ферментація біомаси
Ферментація передбачає перетворення цукрів або крохмалю в етанол під дією мікробів. Цей метод широко використовують у виробництві біоетанолу, відновлюваної добавки до палива або автономного біопалива для транспортних засобів.

#### Ферментація синтез-газу
Ферментація синтез-газу — це нещодавно розроблений метод, який використовує мікроорганізми для перетворення синтез-газу, який містить H2, CO та CO2, на паливо та сполуки з додатковою цінністю, в середовищі з низьким вмістом кисню. Синтез-газ виробляється шляхом піролізу, газифікації біомаси, виробництва електрохімічного синтез-газу або з промислових вихлопних газів. Основними побічними продуктами є оцтова кислота, мурашина кислота, метан, бутанол і етанол.

### Термохімічне перетворення
Термохімічне перетворення передбачає перетворення біомаси на корисну енергію за допомогою теплових і хімічних реакцій. Цей метод ефективно перетворює органічні матеріали, такі як рослинна сировина, сільськогосподарські залишки та відходи, в різні форми біоенергії, включаючи біопаливо, теплову та електричну енергію. Процес зазвичай відбувається за високих температур і може бути розділений на кілька основних типів: піроліз, газифікація та спалювання. Кожна технологія використовує різні умови і дає різний вихід енергії, палива та побічних продуктів. Здатність перетворювати низькоцінну біомасу на високоцінні енергетичні продукти також забезпечує економічні та екологічні переваги, зокрема, в управлінні відходами та зменшенні викидів парникових газів.
Цей процес здійснюється за допомогою біомасових енергетичних установок. Розрізняють такі типи:
- Заводи зі спалювання біомаси — призначені для спалювання біомаси з метою виробництва тепла (котельні), або тепла і електроенергії (теплоелектроцентралі). Часто обладнані паровими турбінами для перетворення тепла в механічну енергію, а потім в електроенергію. Іноді на таких заводах поєднується спалювання біомаси та викопного палива для збільшення ефективності.[8]
- Газифікаційні заводи — спеціалізовані установки, де біомаса перетворюється на синтез-газ, шляхом часткового окислення. Ці заводи зазвичай включають системи очищення газу, газові двигуни або турбіни для виробництва енергії.[9]
- Піролізні заводи — установки, які використовують реактори піролізу для розщеплення біомаси на біонафту, біочар та синтез-газ без доступу кисню.[10]
- Торрефікаціїні заводи — установки, на яких біомаса піддається різновиду піролізу — торрефікації, для отримання продукту з високою енергетичною щільністю, що називається біовугіллям (biocoal) (не плутати з біочаром/біовугіллям/biochar). Це паливо легше транспортувати та зберігати порівняно з сирою біомасою.[11]
- Заводи гідротермального зрідження — це установки, де біомаса перетворюється на рідке паливо, як правило, під високим тиском і за помірних температур, у присутності розчинника (найчастіше води), а іноді й каталізаторів. В результаті цього процесу утворюється рідкий продукт (biocrude oil), який переробляють в різні види відновлюваного палива, такі як бензин, дизельне паливо та авіаційний керосин.[12] Окрім того, таким чином можливо виробляти водень.[13]

#### Газифікація
Газифікація — це отримання синтез-газу під впливом високих температур, каталізаторів та інших фізичних, хімічних і біологічних впливів.
Під час газифікації використовують високі температури для перетворення біомаси в газову суміш, яка переважно складається з монооксиду вуглецю та водню, відому як синтез-газ. Синтез-газ можливо спалювати в газових пальниках, використовувати в топках для спалювання газоподібного палива в котельнях, або далі переробляти на цінне паливо, наприклад біоводень, в процесі термохімічного виробництва водню, або на синтетичний природний газ або рідке паливо.

#### Піроліз

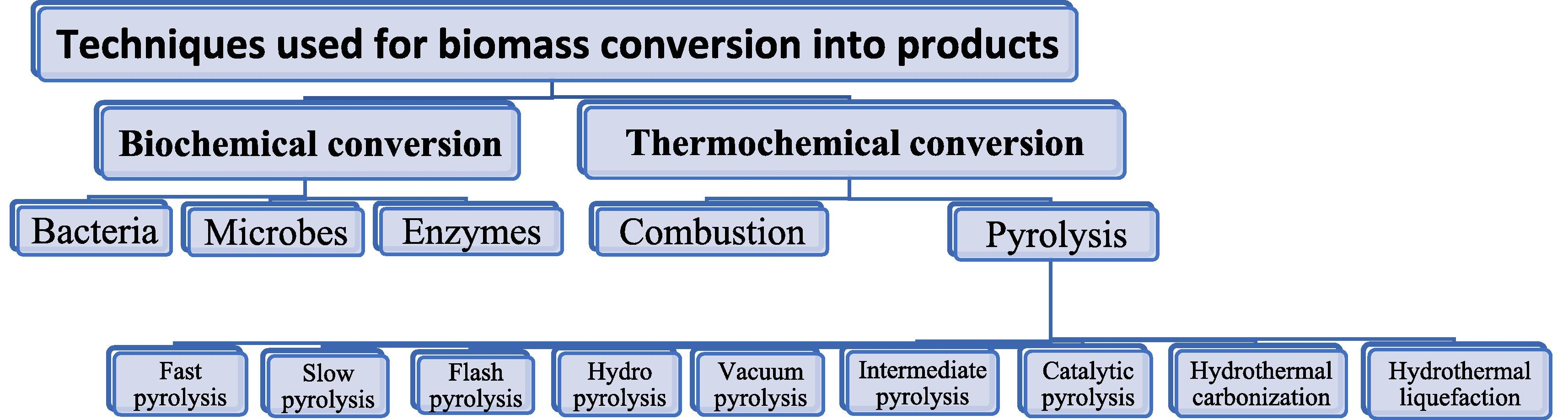
Технології, які використовують для перетворення біомаси в продукти, з фокусом на піролізі.

Загальне виробництво біопалива вимірюється в терават-годинах (ТВт-год) на рік (біоетанол і біодизель)

Піроліз передбачає нагрівання біомаси за відсутності кисню, що призводить до розкладання органічних матеріалів на біонафту, біочар та синтез-газ. Ці продукти знаходять застосування у виробництві тепла, електроенергії та як хімічна сировина.

### Підвищення ефективності
Постійні дослідження та технологічний прогрес підвищують ефективність і сталість виробництва біоенергії. Інтегровані біопереробні заводи, наприклад, оптимізують численні процеси для вилучення різних цінних продуктів з біомаси, зменшуючи відходи та максимізуючи використання ресурсів.

### Екологічні міркування
Хоча біоенергетика є відновлюваною альтернативою викопному паливу, виробництво біопалива вимагає ретельного розгляду впливу на навколишнє середовище. Практики сталого розвитку, включаючи використання відходів, використання енергетичних культур на маргінальних землях і забезпечення мінімальних викидів парникових газів, є ключовими для пом'якшення глобального потепління та інших екологічних проблем.

#### Біоенергетика з уловлюванням та зберіганням вуглецю (BECCS)
Біоенергетика з використанням технології уловлювання та зберігання вуглецю (BECCS) є біоенергетичною технологією пом'якшення впливу викидів парникових газів на зміну клімату, завдяки комбінуванню виробництва біопалива з біомаси, разом з уловлюванням і зберіганням вуглецю. BECCS може давати негативний викид вуглекислого газу (основного парникового газу) в атмосферу (тобто поглинати вуглець з атмосфери), чим сприяє декарбонізації й покращенню емісійного бюджету CO2, та зменшенню парникового ефекту і глобального потепління. Крім того, вловлений CO2 використовують для виробництва інших цінних продуктів, як-от сечовини, полікарбонатів, метанолу, диметилового етеру та багатьох інших.

### Економіка та стійкість

Динаміка виробництва біопалива за регіонами (1990—2022)

Щорічно приріст біомаси у світі оцінюється в 200 млрд т (в перерахунку на суху речовину), що енергетично еквівалентно 80 млрд т нафти. Найстійкішим джерелом біомаси в біоенергетики є відходи, як промислові й сільськогосподарські, так і антропогенні; та енергетичні і біопаливні культури. Одним із нестійких джерел біомаси є ліси. При переробці ділової деревини 3-4 млрд т складають відходи, енергетичний еквівалент яких становить 1,1-1,2 млрд т нафти. Світова потреба в енергії (11 млрд т у.п.) становить тільки 12 % енергії щорічного світового приросту біомаси. Частка і кількість біомаси, яку використовують для одержання енергії, постійно знижується, що можна пояснити порівняно низькою теплотою згоряння біомаси, унаслідок високого вмісту в ній води.

## Перспективні технології
- Біопаливо другого покоління: біопаливо другого покоління, виробляється з нехарчової сировини, такої як сільськогосподарські відходи, спеціальні енергетичні культури тощо. Ця сировина часто має вищу енергетичну продуктивність і може бути частиною циркулярного (кругового) сільського господарства, зменшуючи конкуренцію з виробництвом харчових продуктів.[29][30][31]
- Біопаливо третього покоління: мікроводорості мають великі перспективи для виробництва біопалива, оскільки їх можна культивувати в різноманітних середовищах, включаючи неорні землі та стічні води. Біопаливо на основі водоростей може запропонувати вищу продуктивність і потенційно зменшити конфлікти землекористування, пов'язані зі звичайними біопаливними культурами.[32][33][34][35][36] Інтеграція культивування водоростей із біоелектрохімічними системами, такими як мікробний паливний елемент[37][38], може усунути необхідність гасіння кисню та зовнішньої аерації в системі мікробного паливного елементу і, таким чином, зробити загальний процес стійким і чистим для вироблення енергії. На додаток до цього, газ CO2, що утворюється в анодній камері, може сприяти росту водоростей у катодній камері. Таким чином можливо заощадити енергію та кошти, витрачені на транспортування CO2 у системі відкритого ставка.[39]
- Біопаливо четвертого покоління: охоплює використання генної інженерії та синтетичної біології для покращення бажаних властивостей організмів, які використовують у виробництві біопалива, що може призвести до підвищення ефективності виробництва та зменшення витрат виробництва біопалива.[40][41][42][43][44][45][46]
- Целюлозний етанол: Целюлозний етанол виробляється з целюлозних і геміцелюлозних компонентів рослин, які містяться в більшій кількості, ніж цукри, які використовують в біопаливі першого покоління. Ця технологія може використовувати сільськогосподарські відходи та інші джерела нехарчової біомаси.[47][48][49][50][51][52][53]

- Перетворення відходів на енергію: Технології, які перетворюють органічні відходи, такі як харчові відходи, рослинні залишки, тверді міські відходи, та міські і промислові стічні води, на біопаливо пропонують подвійну користь, керуючи утилізацією відходів і виробляючи відновлювану енергію.[54][55][56]
- Біоелектрохімічні системи: біоелектрохімічні системи, такі як мікробні паливні елементи[37][38] та електрогідрогенез, мають потенціал для перетворення органічних речовин безпосередньо в електрику або водень (біоводень) які можна використовувати як чистий носій енергії або паливо.[57][58][39][59]
- Гібридні технології: інтеграція різних процесів виробництва біопалива, наприклад поєднання біохімічних і термохімічних шляхів перетворення[60][61], може підвищити загальну ефективність і зробити біопаливо більш економічно життєздатним.[62][63][64][65][66]
- Біоенергатика з використанням технології уловлювання та зберігання вуглецю: Деякі технології виробництва біопалива можна поєднати з системами уловлювання та утилізації вуглецю[67][68], що дозволяє вловлювати викиди CO2 під час процесу виробництва біопалива та використовувати вловлений вуглець для інших цінних продуктів.[69][70][71]
- Змішування та сумісність біопалива: розробка біопалива, яке можна легко змішувати з існуючим викопним паливом, як біобутанол, або використовувати безпосередньо в існуючих двигунах та інфраструктурі, має важливе значення для широкого впровадження біопалива.[72][73][74]
- Стале вирощування сировини: стійкі методи вирощування сировини, включаючи управління землекористуванням, ефективне використання води та збереження біорізноманіття, гарантує, що біопаливо справді позитивно впливає на навколишнє середовище та суспільство.[75][76][77][78]

## Додаткова література

### Книги
- Серія книг Advances in Bioenergy (Elsevier, 2021—2023+)
- Серія книг Routledge Studies in Bioenergy (Routledge, 2000—2023+)
- Серія книг Biofuel and Biorefinery Technologies (Springer, 2015—2020+)
- Krushna Prasad Shadangi, Prakash Kumar Sarangi, Kaustubha Mohanty та ін. (2023). Bioenergy Engineering: Fundamentals, Methods, Modelling, and Applications. Elsevier. ISBN 9780323983631.

### Журнали
- Biomass and Bioenergy (Elsevier)
- GCB Bioenergy (Wiley-VCH)
- Bioenergy Research (Springer Nature)
- Біоенергетика (Інститут біоенергетичних культур і цукрових буряків НААН України)

### Асоціації
- Біоенергетична Асоціація України (БАУ) [Архівовано 31 травня 2022 у Wayback Machine.] — асоціація, що лобіює біоенергетику в Україні, випускає аналітику, бере участь в Європейських проєктах.
- (англ.) AEBIOM — The European Biomass Association [Архівовано 11 травня 2008 у Wayback Machine.] — Європейська асоціація використання біомаси, відкрита для членства представників країн Європейського Союзу, Центральної та Східної Європи.
- (норв.) Norsk Bioenergiforening (Nobio) [Архівовано 4 вересня 2016 у Wayback Machine.] — Норвезька біоенергетична асоціація.
- (словац.) Slovenská asociácia pre biomasu [Архівовано 7 серпня 2016 у Wayback Machine.] — Словацька біоенергетична асоціація.